# کریزی هرس (گروه موسیقی)
کریزی هُرس (انگلیسی: Crazy Horse)، به معنی اسب دیوانه، یک گروه راک آمریکایی است که بیشتر به خاطر همکاری‌هایش با نیل یانگ شناخته می‌شود. از سال ۱۹۶۹ میلادی تاکنون، آن‌ها در تولید چندین آلبوم با نیل یانگ همکاری داشته‌اند که از این میان ۱۱ آلبوم استودیویی و چند آلبوم زنده با نام Neil Young and Crazy Horse (کریزی هرس و نیل یانگ) به عنوان سازندهٔ اثر منتشر شده است. آن‌ها خودشان نیز، بین سال‌های ۱۹۷۱ تا ۲۰۰۹ میلادی، شش آلبوم استودیویی منتشر کرده‌اند.
بیلی تالبوت (نوازنده گیتار بیس) و رالف مولینا (نوازنده درام) تنها عضوهای ثابت گروه بوده‌اند. در چهار تا از آلبوم‌های استودیویی گروه، تالبوت و مولینا به عنوان نوازندگان بخش ضرب‌آهنگ (ریتم) قطعه‌ها، با گروه کاملاً متفاوتی از موسیقی‌دان‌ها کار کرده‌اند. از ۱۹۷۵ تا ۲۰۱۸ میلادی، به جز سه بازهٔ زمانی، فرانک سمپدرو (نوازنده گیتار ریتم) نیز همواره با گروه نواخته است.

## اعضای گروه

### کنونی
- بیلی تالبوت - گیتار بیس، خواننده (۱۹۶۸-تاکنون)
- رالف مولینا - درام، خواننده (۱۹۶۸-تاکنون)
- نیلز لوفگرن - گیتار الکتریک، کیبورد، خواننده (۱۹۷۰-۱۹۷۱؛ ۱۹۷۳؛ ۲۰۱۸-تاکنون)

### اعضای گذشته که با نیل یانگ و کریزی هرس نواخته‌اند
- دنی ویتن - گیتار، خواننده (۱۹۶۸-۱۹۷۱؛ درگذشته به سال ۱۹۷۲)
- جک نیچه - کیبورد، خواننده (۱۹۷۰-۱۹۷۱؛ درگذشته به سال ۲۰۰۰)
- فرانک «پنچو» سمپدرو - گیتار، کیبورد، ماندولین، خواننده (۱۹۷۵-۱۹۸۸؛ ۱۹۹۰-۲۰۰۱؛ ۲۰۰۳-۲۰۱۴)

### دیگر اعضا
- جرج ویتسل (George Whitsell) - گیتار، خواننده (۱۹۷۱-۱۹۷۲)
- گرگ لروی (Greg Leroy) - گیتار، خواننده (۱۹۷۱-۱۹۷۲؛ ۱۹۷۸ [مهمان])
- جان بلنتون (John Blanton) - کیبورد، هارمونیکا، چلو (ویلنسل)، خواننده (۱۹۷۱-۱۹۷۲)
- ریک کرتیس (Rick Curtis) - گیتار، بانجو، خواننده (۱۹۷۲)
- مایکل کرتیس (Michael Curtis) - کیبورد، گیتار، ماندولین، خواننده (۱۹۷۲؛ ۱۹۷۸ [مهمان])
- سانی مونه (Sonny Mone) - گیتار، خواننده (۱۹۸۹)
- مت پیوچی (Matt Piucci) - گیتار، خواننده (۱۹۸۹)